# 1247
Portal Geschichte | Portal Biografien | Aktuelle Ereignisse | Jahreskalender | Tagesartikel

◄ |
12. Jahrhundert |
13. Jahrhundert
| 14. Jahrhundert | ►

◄ |
1210er |
1220er |
1230er |
1240er
| 1250er | 1260er | 1270er | ►

◄◄ |
◄ |
1243 |
1244 |
1245 |
1246 |
1247
| 1248 | 1249 | 1250 | 1251 | ► | ►►
Staatsoberhäupter  · Nekrolog
| Januar | Januar | Januar | Januar | Januar | Januar | Januar | Januar |
| Kw     | Mo     | Di     | Mi     | Do     | Fr     | Sa     | So     |
| 1      |        | 1      | 2      | 3      | 4      | 5      | 6      |
| 2      | 7      | 8      | 9      | 10     | 11     | 12     | 13     |
| 3      | 14     | 15     | 16     | 17     | 18     | 19     | 20     |
| 4      | 21     | 22     | 23     | 24     | 25     | 26     | 27     |
| 5      | 28     | 29     | 30     | 31     |        |        |        |
| ------ | ------ | ------ | ------ | ------ | ------ | ------ | ------ |

| Februar | Februar | Februar | Februar | Februar | Februar | Februar | Februar |
| Kw      | Mo      | Di      | Mi      | Do      | Fr      | Sa      | So      |
| 5       |         |         |         |         | 1       | 2       | 3       |
| 6       | 4       | 5       | 6       | 7       | 8       | 9       | 10      |
| 7       | 11      | 12      | 13      | 14      | 15      | 16      | 17      |
| 8       | 18      | 19      | 20      | 21      | 22      | 23      | 24      |
| 9       | 25      | 26      | 27      | 28      |         |         |         |
| ------- | ------- | ------- | ------- | ------- | ------- | ------- | ------- |

| März | März | März | März | März | März | März | März |
| Kw   | Mo   | Di   | Mi   | Do   | Fr   | Sa   | So   |
| 9    |      |      |      |      | 1    | 2    | 3    |
| 10   | 4    | 5    | 6    | 7    | 8    | 9    | 10   |
| 11   | 11   | 12   | 13   | 14   | 15   | 16   | 17   |
| 12   | 18   | 19   | 20   | 21   | 22   | 23   | 24   |
| 13   | 25   | 26   | 27   | 28   | 29   | 30   | 31   |
| ---- | ---- | ---- | ---- | ---- | ---- | ---- | ---- |

| April | April | April | April | April | April | April | April |
| Kw    | Mo    | Di    | Mi    | Do    | Fr    | Sa    | So    |
| 14    | 1     | 2     | 3     | 4     | 5     | 6     | 7     |
| 15    | 8     | 9     | 10    | 11    | 12    | 13    | 14    |
| 16    | 15    | 16    | 17    | 18    | 19    | 20    | 21    |
| 17    | 22    | 23    | 24    | 25    | 26    | 27    | 28    |
| 18    | 29    | 30    |       |       |       |       |       |
| ----- | ----- | ----- | ----- | ----- | ----- | ----- | ----- |

| Mai | Mai | Mai | Mai | Mai | Mai | Mai | Mai |
| Kw  | Mo  | Di  | Mi  | Do  | Fr  | Sa  | So  |
| 18  |     |     | 1   | 2   | 3   | 4   | 5   |
| 19  | 6   | 7   | 8   | 9   | 10  | 11  | 12  |
| 20  | 13  | 14  | 15  | 16  | 17  | 18  | 19  |
| 21  | 20  | 21  | 22  | 23  | 24  | 25  | 26  |
| 22  | 27  | 28  | 29  | 30  | 31  |     |     |
| --- | --- | --- | --- | --- | --- | --- | --- |

| Juni | Juni | Juni | Juni | Juni | Juni | Juni | Juni |
| Kw   | Mo   | Di   | Mi   | Do   | Fr   | Sa   | So   |
| 22   |      |      |      |      |      | 1    | 2    |
| 23   | 3    | 4    | 5    | 6    | 7    | 8    | 9    |
| 24   | 10   | 11   | 12   | 13   | 14   | 15   | 16   |
| 25   | 17   | 18   | 19   | 20   | 21   | 22   | 23   |
| 26   | 24   | 25   | 26   | 27   | 28   | 29   | 30   |
| ---- | ---- | ---- | ---- | ---- | ---- | ---- | ---- |

| Juli | Juli | Juli | Juli | Juli | Juli | Juli | Juli |
| Kw   | Mo   | Di   | Mi   | Do   | Fr   | Sa   | So   |
| 27   | 1    | 2    | 3    | 4    | 5    | 6    | 7    |
| 28   | 8    | 9    | 10   | 11   | 12   | 13   | 14   |
| 29   | 15   | 16   | 17   | 18   | 19   | 20   | 21   |
| 30   | 22   | 23   | 24   | 25   | 26   | 27   | 28   |
| 31   | 29   | 30   | 31   |      |      |      |      |
| ---- | ---- | ---- | ---- | ---- | ---- | ---- | ---- |

| August | August | August | August | August | August | August | August |
| Kw     | Mo     | Di     | Mi     | Do     | Fr     | Sa     | So     |
| 31     |        |        |        | 1      | 2      | 3      | 4      |
| 32     | 5      | 6      | 7      | 8      | 9      | 10     | 11     |
| 33     | 12     | 13     | 14     | 15     | 16     | 17     | 18     |
| 34     | 19     | 20     | 21     | 22     | 23     | 24     | 25     |
| 35     | 26     | 27     | 28     | 29     | 30     | 31     |        |
| ------ | ------ | ------ | ------ | ------ | ------ | ------ | ------ |

| September | September | September | September | September | September | September | September |
| Kw        | Mo        | Di        | Mi        | Do        | Fr        | Sa        | So        |
| 35        |           |           |           |           |           |           | 1         |
| 36        | 2         | 3         | 4         | 5         | 6         | 7         | 8         |
| 37        | 9         | 10        | 11        | 12        | 13        | 14        | 15        |
| 38        | 16        | 17        | 18        | 19        | 20        | 21        | 22        |
| 39        | 23        | 24        | 25        | 26        | 27        | 28        | 29        |
| 40        | 30        |           |           |           |           |           |           |
| --------- | --------- | --------- | --------- | --------- | --------- | --------- | --------- |

| Oktober | Oktober | Oktober | Oktober | Oktober | Oktober | Oktober | Oktober |
| Kw      | Mo      | Di      | Mi      | Do      | Fr      | Sa      | So      |
| 40      |         | 1       | 2       | 3       | 4       | 5       | 6       |
| 41      | 7       | 8       | 9       | 10      | 11      | 12      | 13      |
| 42      | 14      | 15      | 16      | 17      | 18      | 19      | 20      |
| 43      | 21      | 22      | 23      | 24      | 25      | 26      | 27      |
| 44      | 28      | 29      | 30      | 31      |         |         |         |
| ------- | ------- | ------- | ------- | ------- | ------- | ------- | ------- |

| November | November | November | November | November | November | November | November |
| Kw       | Mo       | Di       | Mi       | Do       | Fr       | Sa       | So       |
| 44       |          |          |          |          | 1        | 2        | 3        |
| 45       | 4        | 5        | 6        | 7        | 8        | 9        | 10       |
| 46       | 11       | 12       | 13       | 14       | 15       | 16       | 17       |
| 47       | 18       | 19       | 20       | 21       | 22       | 23       | 24       |
| 48       | 25       | 26       | 27       | 28       | 29       | 30       |          |
| -------- | -------- | -------- | -------- | -------- | -------- | -------- | -------- |

| Dezember | Dezember | Dezember | Dezember | Dezember | Dezember | Dezember | Dezember |
| Kw       | Mo       | Di       | Mi       | Do       | Fr       | Sa       | So       |
| 48       |          |          |          |          |          |          | 1        |
| 49       | 2        | 3        | 4        | 5        | 6        | 7        | 8        |
| 50       | 9        | 10       | 11       | 12       | 13       | 14       | 15       |
| 51       | 16       | 17       | 18       | 19       | 20       | 21       | 22       |
| 52       | 23       | 24       | 25       | 26       | 27       | 28       | 29       |
| 1        | 30       | 31       |          |          |          |          |          |
| -------- | -------- | -------- | -------- | -------- | -------- | -------- | -------- |

| Januar | Januar | Januar | Januar | Januar | Januar | Januar | Januar |
| Kw     | Mo     | Di     | Mi     | Do     | Fr     | Sa     | So     |
| 1      |        | 1      | 2      | 3      | 4      | 5      | 6      |
| 2      | 7      | 8      | 9      | 10     | 11     | 12     | 13     |
| 3      | 14     | 15     | 16     | 17     | 18     | 19     | 20     |
| 4      | 21     | 22     | 23     | 24     | 25     | 26     | 27     |
| 5      | 28     | 29     | 30     | 31     |        |        |        |
| ------ | ------ | ------ | ------ | ------ | ------ | ------ | ------ |

| Februar | Februar | Februar | Februar | Februar | Februar | Februar | Februar |
| Kw      | Mo      | Di      | Mi      | Do      | Fr      | Sa      | So      |
| 5       |         |         |         |         | 1       | 2       | 3       |
| 6       | 4       | 5       | 6       | 7       | 8       | 9       | 10      |
| 7       | 11      | 12      | 13      | 14      | 15      | 16      | 17      |
| 8       | 18      | 19      | 20      | 21      | 22      | 23      | 24      |
| 9       | 25      | 26      | 27      | 28      |         |         |         |
| ------- | ------- | ------- | ------- | ------- | ------- | ------- | ------- |

| März | März | März | März | März | März | März | März |
| Kw   | Mo   | Di   | Mi   | Do   | Fr   | Sa   | So   |
| 9    |      |      |      |      | 1    | 2    | 3    |
| 10   | 4    | 5    | 6    | 7    | 8    | 9    | 10   |
| 11   | 11   | 12   | 13   | 14   | 15   | 16   | 17   |
| 12   | 18   | 19   | 20   | 21   | 22   | 23   | 24   |
| 13   | 25   | 26   | 27   | 28   | 29   | 30   | 31   |
| ---- | ---- | ---- | ---- | ---- | ---- | ---- | ---- |

| April | April | April | April | April | April | April | April |
| Kw    | Mo    | Di    | Mi    | Do    | Fr    | Sa    | So    |
| 14    | 1     | 2     | 3     | 4     | 5     | 6     | 7     |
| 15    | 8     | 9     | 10    | 11    | 12    | 13    | 14    |
| 16    | 15    | 16    | 17    | 18    | 19    | 20    | 21    |
| 17    | 22    | 23    | 24    | 25    | 26    | 27    | 28    |
| 18    | 29    | 30    |       |       |       |       |       |
| ----- | ----- | ----- | ----- | ----- | ----- | ----- | ----- |

| Mai | Mai | Mai | Mai | Mai | Mai | Mai | Mai |
| Kw  | Mo  | Di  | Mi  | Do  | Fr  | Sa  | So  |
| 18  |     |     | 1   | 2   | 3   | 4   | 5   |
| 19  | 6   | 7   | 8   | 9   | 10  | 11  | 12  |
| 20  | 13  | 14  | 15  | 16  | 17  | 18  | 19  |
| 21  | 20  | 21  | 22  | 23  | 24  | 25  | 26  |
| 22  | 27  | 28  | 29  | 30  | 31  |     |     |
| --- | --- | --- | --- | --- | --- | --- | --- |

| Juni | Juni | Juni | Juni | Juni | Juni | Juni | Juni |
| Kw   | Mo   | Di   | Mi   | Do   | Fr   | Sa   | So   |
| 22   |      |      |      |      |      | 1    | 2    |
| 23   | 3    | 4    | 5    | 6    | 7    | 8    | 9    |
| 24   | 10   | 11   | 12   | 13   | 14   | 15   | 16   |
| 25   | 17   | 18   | 19   | 20   | 21   | 22   | 23   |
| 26   | 24   | 25   | 26   | 27   | 28   | 29   | 30   |
| ---- | ---- | ---- | ---- | ---- | ---- | ---- | ---- |

| Juli | Juli | Juli | Juli | Juli | Juli | Juli | Juli |
| Kw   | Mo   | Di   | Mi   | Do   | Fr   | Sa   | So   |
| 27   | 1    | 2    | 3    | 4    | 5    | 6    | 7    |
| 28   | 8    | 9    | 10   | 11   | 12   | 13   | 14   |
| 29   | 15   | 16   | 17   | 18   | 19   | 20   | 21   |
| 30   | 22   | 23   | 24   | 25   | 26   | 27   | 28   |
| 31   | 29   | 30   | 31   |      |      |      |      |
| ---- | ---- | ---- | ---- | ---- | ---- | ---- | ---- |

| August | August | August | August | August | August | August | August |
| Kw     | Mo     | Di     | Mi     | Do     | Fr     | Sa     | So     |
| 31     |        |        |        | 1      | 2      | 3      | 4      |
| 32     | 5      | 6      | 7      | 8      | 9      | 10     | 11     |
| 33     | 12     | 13     | 14     | 15     | 16     | 17     | 18     |
| 34     | 19     | 20     | 21     | 22     | 23     | 24     | 25     |
| 35     | 26     | 27     | 28     | 29     | 30     | 31     |        |
| ------ | ------ | ------ | ------ | ------ | ------ | ------ | ------ |

| September | September | September | September | September | September | September | September |
| Kw        | Mo        | Di        | Mi        | Do        | Fr        | Sa        | So        |
| 35        |           |           |           |           |           |           | 1         |
| 36        | 2         | 3         | 4         | 5         | 6         | 7         | 8         |
| 37        | 9         | 10        | 11        | 12        | 13        | 14        | 15        |
| 38        | 16        | 17        | 18        | 19        | 20        | 21        | 22        |
| 39        | 23        | 24        | 25        | 26        | 27        | 28        | 29        |
| 40        | 30        |           |           |           |           |           |           |
| --------- | --------- | --------- | --------- | --------- | --------- | --------- | --------- |

| Oktober | Oktober | Oktober | Oktober | Oktober | Oktober | Oktober | Oktober |
| Kw      | Mo      | Di      | Mi      | Do      | Fr      | Sa      | So      |
| 40      |         | 1       | 2       | 3       | 4       | 5       | 6       |
| 41      | 7       | 8       | 9       | 10      | 11      | 12      | 13      |
| 42      | 14      | 15      | 16      | 17      | 18      | 19      | 20      |
| 43      | 21      | 22      | 23      | 24      | 25      | 26      | 27      |
| 44      | 28      | 29      | 30      | 31      |         |         |         |
| ------- | ------- | ------- | ------- | ------- | ------- | ------- | ------- |

| November | November | November | November | November | November | November | November |
| Kw       | Mo       | Di       | Mi       | Do       | Fr       | Sa       | So       |
| 44       |          |          |          |          | 1        | 2        | 3        |
| 45       | 4        | 5        | 6        | 7        | 8        | 9        | 10       |
| 46       | 11       | 12       | 13       | 14       | 15       | 16       | 17       |
| 47       | 18       | 19       | 20       | 21       | 22       | 23       | 24       |
| 48       | 25       | 26       | 27       | 28       | 29       | 30       |          |
| -------- | -------- | -------- | -------- | -------- | -------- | -------- | -------- |

| Dezember | Dezember | Dezember | Dezember | Dezember | Dezember | Dezember | Dezember |
| Kw       | Mo       | Di       | Mi       | Do       | Fr       | Sa       | So       |
| 48       |          |          |          |          |          |          | 1        |
| 49       | 2        | 3        | 4        | 5        | 6        | 7        | 8        |
| 50       | 9        | 10       | 11       | 12       | 13       | 14       | 15       |
| 51       | 16       | 17       | 18       | 19       | 20       | 21       | 22       |
| 52       | 23       | 24       | 25       | 26       | 27       | 28       | 29       |
| 1        | 30       | 31       |          |          |          |          |          |
| -------- | -------- | -------- | -------- | -------- | -------- | -------- | -------- |

## Ereignisse

### Politik und Weltgeschehen

#### Heiliges Römisches Reich
- Anfang des Jahres: Heinrich Raspe, der im Vorjahr von den geistlichen Reichsfürsten zum Gegenkönig des päpstlich gebannten und abgesetzten Friedrich II. gewählt worden ist, führt einen Feldzug gegen die Anhänger der Staufer im Reich und belagert die Städte Ulm und Reutlingen. Als er bei einem Scharmützel vor Reutlingen verletzt wird, gibt er den Kampf überraschend auf und zieht sich auf die Wartburg zurück.
- 16. Februar: Mit dem Tod von Heinrich Raspe auf der Wartburg stirbt das thüringische Landgrafengeschlecht der Ludowinger im Mannesstamm aus. Damit beginnt der Thüringische Erbfolgekrieg. Ansprüche auf das Ludowinger Erbe erheben sowohl die Wettiner, Herren der Markgrafschaft Meißen, als auch die letzte Überlebende des Geschlechts, Sophie von Brabant, Tochter Landgraf Ludwigs IV. und Nichte Heinrich Raspes, die das Erbe für ihren Sohn Heinrich beansprucht.
- 3. Oktober: Wilhelm von Holland wird als einziger deutscher Fürst, der sich bereitfindet, gegen die Staufer zu kämpfen, von der päpstlichen Partei in Worringen zum Gegenkönig gegen Kaiser Friedrich II. und seinen Sohn Konrad IV. gewählt.
- 13. Dezember: Wilhelm von Holland beginnt mit seiner Streitmacht die Belagerung von Kaiserswerth, einer bedeutenden staufischen Stadt mit Kaiserpfalz am Niederrhein.
- Das Untereichsfeld fällt an das Herzogtum Braunschweig-Lüneburg.

#### Englisch-Walisischer Krieg
- 30. April: Mit dem Vertrag von Woodstock endet der Englisch-Walisische Krieg. Owain Goch und Llywelyn ap Gruffydd, die Fürsten von Gwynedd, müssen dem englischen König Heinrich III. umfangreiche Zugeständnisse machen und auf ganz Perfeddwlad verzichten, das der Grafschaft Chester zugeschlagen wird. Mit dem Vertrag von Woodstock bricht Heinrich III. die Vormachtstellung von Gwynedd über die anderen walisischen Fürstentümer und erreicht nominell selbst die Oberherrschaft über Wales. Zur Sicherung von Perfeddwlad beginnt der König mit dem Bau von Dyserth und Deganwy Castle, dazu lässt er weitere Burgen wie Painscastle und Builth ausbauen. Durch die Förderung von Boroughs holt er englische Siedler in das eroberte Land.

#### Weitere Ereignisse weltweit
- 1. November: Die Franziskaner Johann von Carpini und Bruder Benedikt kehren von einer Reise zurück, die sie im Auftrag von Innozenz IV. im Anschluss an das erste Lyoner Konzil 1245 zum Großkhan des Mongolenreichs nach Karakorum führte.

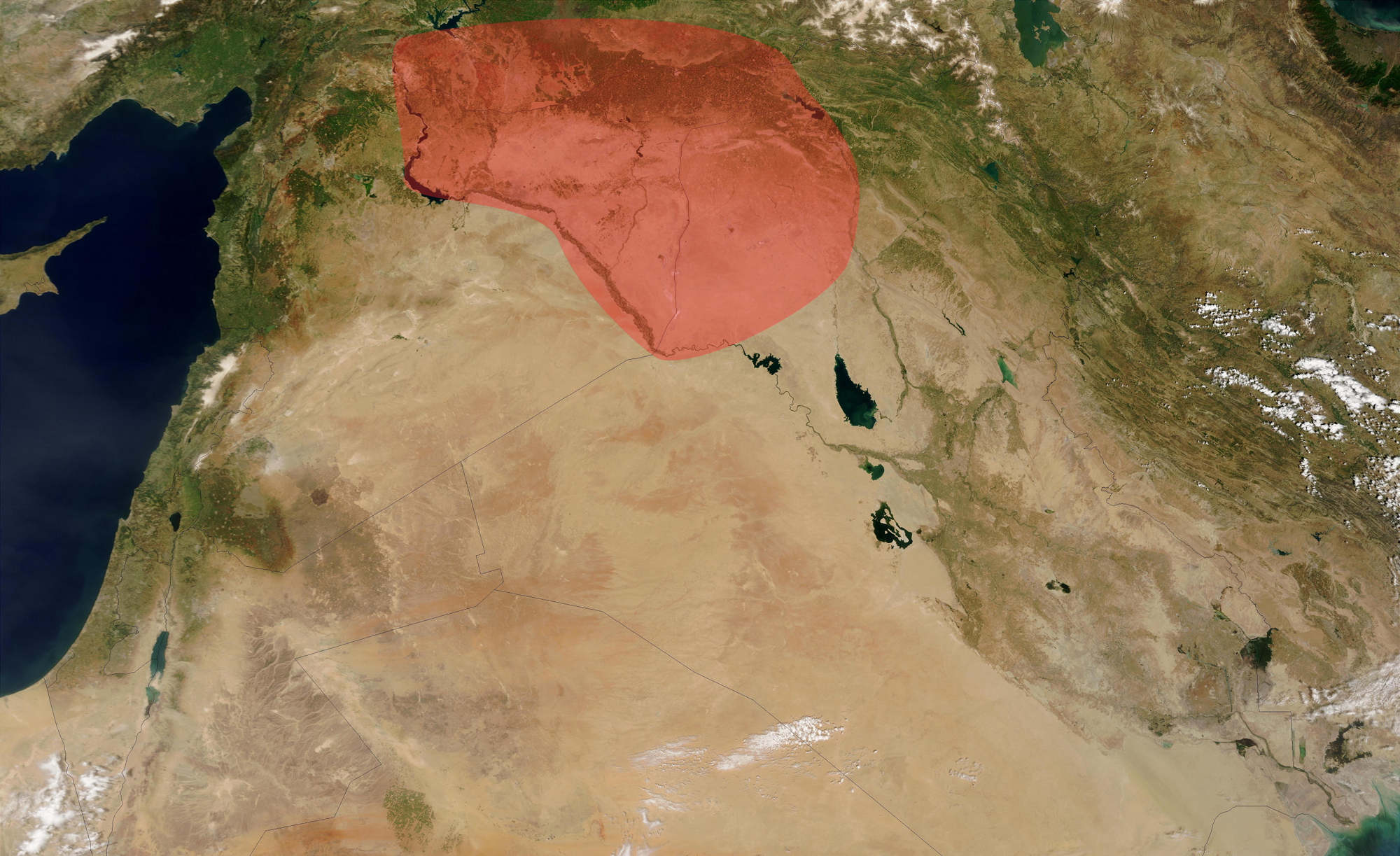
Die Dschazira im Nahen Osten

- Nach dem Tod seines Vaters wird al-Kamil Muhammad Herrscher des ayyubidischen Reichs von Dschazira in Mesopotamien.

#### Stadtrechte und urkundliche Ersterwähnungen
- Erste urkundliche Erwähnung von Allmersbach am Weinberg, Dossenbach, Hermance, Hinterrübach, Maisprach, Gebenstorf, Salzkotten, Steinhilben, Villigen, Winkeln und Winzerhausen.
- Helmstedt und Salzkotten erhalten Stadtrechte.
- Der Bau einer gemeinsamen Stadtmauer um Berlin und Cölln beginnt.

### Wirtschaft
- Mit der ersten urkundlichen Erwähnung von Wasserzöllen an der Neckarmündung lässt sich die Binnenschifffahrt in Mannheim nachweisen.

### Wissenschaft und Technik
- Das Archivum Publicum in Neuss wird erstmals urkundlich erwähnt.

### Religion

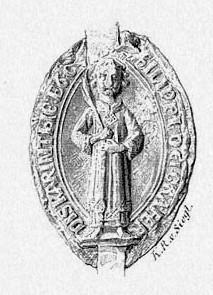
Siegel Philipps als Elekt von Salzburg

Das Salzburger Domkapitel wählt einstimmig Philipp von Spanheim, einen Sohn Herzog Bernhards II. von Kärnten, zum Nachfolger des im Vorjahr verstorbenen Erzbischofs Eberhard von Regensberg. Um seine Erbansprüche auf Kärnten nicht zu gefährden, lässt sich Philipp jedoch nicht weihen. Papst Innozenz IV. ignoriert die Wahl daher und ernennt am 25. Februar den Kaisergegner Burkhart von Ziegenhain zum neuen Erzbischof von Salzburg. Am 6. März wird Burkhart in Lyon zum Priester und Bischof geweiht, ehe er kurz darauf vom Papst das Pallium erhält. Burkhart gelangt jedoch nicht mehr nach Salzburg. Er ertrinkt am 23. oder 25. August auf der Reise von Lyon nach Salzburg im Bodensee. Ob es sich dabei um einen Unfall oder eine gewaltsame Beseitigung handelt, ist ungewiss. Philipp von Spanheim folgt Burkhart als Administrator und Elekt, ohne jemals die Weihe zu erhalten.
- Papst Innozenz IV. verfügt Regeländerungen:
  - 6. August: Die Franziskanerinnenklöster werden näher an die Regula bullata orientiert.
  - Der Karmelitenorden wird den Dominikanern und Franziskanern angeglichen.
- Heinrich IV. von Württemberg wird als Nachfolger des im Vorjahr verstorbenen Friedrich II. von Parsberg Fürstbischof von Eichstätt.
- Newenham Abbey wird gestiftet.
- Das Kloster Seligenporten wird dem Zisterzienserorden inkorporiert.

## Geboren
- Dezember: Jolanthe, Gräfin von Nevers, Auxerre und Tonnerre († 1280)
- Robert Fitzwalter, 1. Baron Fitzwalter, englischer Adliger und Militär († 1326)
- Margareta von Cortona, italienische Büßerin und Mitglied im Dritten Orden des heiligen Franz von Assisi, Heilige der katholischen Kirche († 1297)
- Raschīd ad-Dīn, persischer Wesir der Ilkhane in Täbris und Schriftsteller († 1318)
- Ulaqchi Khan, Khan der Blauen Horde († 1257)
- um 1247: Obizzo II. d’Este, Signore von Ferrara, Modena und Reggio nell’Emilia († 1293)
- um 1247: Tekuder, Sultan der mongolischen Ilchane von Persien († 1284)
- 1247/1248: Petrus Johannis Olivi, französischer Theologe († 1296/1298)

## Gestorben

### Erstes Halbjahr
- 1. Januar: Heinrich III., Graf von Sayn (* um 1193)

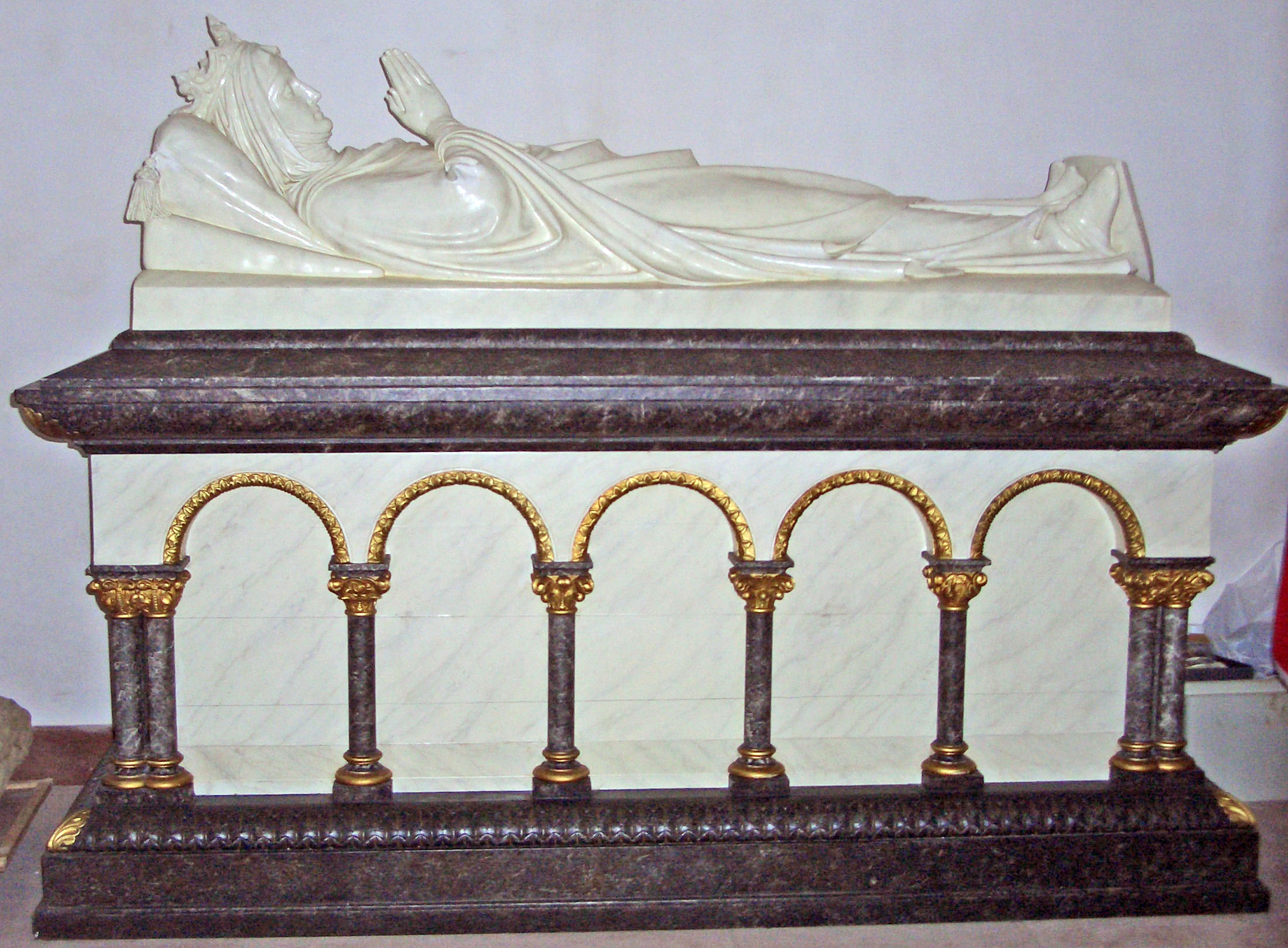
Grabmal Ermesindes in der Krypta der Abtei Clairefontaine in Belgien

- 12. Februar: Ermesinde, Gräfin von Luxemburg, la Roche und Durbuy (* 1186)
- 16. Februar: Heinrich Raspe, Landgraf von Thüringen, deutscher Gegenkönig (* um 1206)
- 10. März: Arnold I., Abt von St. Blasien
- 14. April: Bernhard IV. zur Lippe, Bischof von Paderborn
- 9. Mai: Richard de Bures, Großmeister des Templerordens
- 8./11. Juni: Landolf von Hoheneck, Bischof von Worms
- 10. Juni: Rodrigo Jiménez de Rada, Kleriker, Feldherr und Historiker, Erzbischof von Toledo und Primas von Spanien (* 1170)
- Juni: Ludolf von Holte, Bischof von Münster

### Zweites Halbjahr
- 25. Juli: Heinrich III., Graf von Tecklenburg, Graf von Vechta-Vlotho und Vogt von Metelen (* um 1217)
- 23./25. August: Burkhart von Ziegenhain, Erzbischof von Salzburg

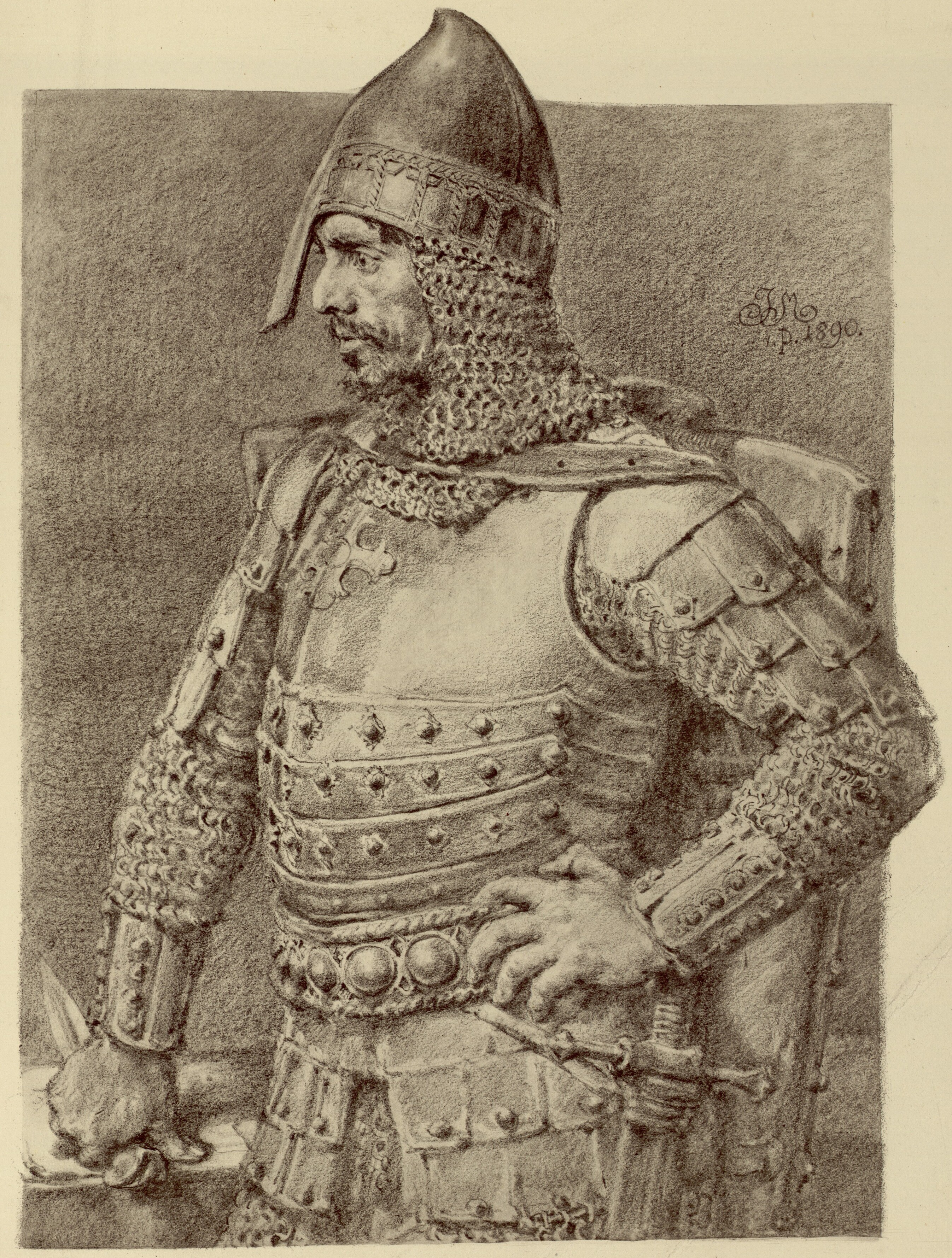
Konrad I. Masowiecki

- 31. August: Konrad I., Herzog von Masowien, Herzog in Kujawien, Sieradz und Łęczyca, sowie Seniorherzog von Polen (* 1187/1188)
- 4. September: Balian, Herr von Beirut (* um 1210)
- 22. September: William de Ferrers, 4. Earl of Derby, englischer Magnat (* um 1162)
- um den 30. Oktober: Konrad von Dürkheim, Bischof von Worms
- 1. November: Rudolf II., Pfalzgraf von Tübingen und Vogt von Sindelfingen
- 7. Dezember: Theobald von Marly, Abt des Klosters von Vaux-de-Cernay und Heiliger der katholischen Kirche (* um 1200)
- 27. Dezember: Hermann II., Graf von Weimar-Orlamünde (* um 1184)

### Genaues Todesdatum unbekannt
- Dietrich, Bischof von Schwerin
- Sune Folkesson, schwedischer Adliger
- Guido von Cortona, italienischer Franziskaner (* 1187)
- Mawe Sengge, Geistlicher der Shiche-Schule des tibetischen Buddhismus (* 1186)
- Töregene Hatun, Regentin des Mongolenreiches (* um 1185)

### Gestorben um 1247
- zwischen 1244 und 1247: Armand de Périgord, Großmeister des Templerordens (* 1178)
- Demetrios Komnenos Dukas, Herrscher von Thessaloniki (* um 1220)
- Tomoe Gozen, japanische Kriegerin (* um 1157)